# V zámku a v podzámčí
V zámku a v podzámčí (1856) je romantická povídka Boženy Němcové. V roce 1981 natočil režisér Ludvík Ráža na motivy této povídky stejnojmenný film.

## Příběh
Tato romantická povídka obsahuje poměrně realistické popisy prostředí a je v ní velice dobře popsán venkovský život chudých lidí. Proti sobě zde stojí svět zbohatlíků, kteří získali šlechtický titul, a svět podruhů a dělníků. Boháči si cení více života svého psa než člověka, který pro ně pracuje. S dobrými vlastnostmi, jako je ušlechtilost, účinná láska, ochota pomoci, se setkáváme pouze u chudých.
Příběh se odehrává na Nymbursku v polovině 19. století. Bohatý pan Skočdopole si koupil zámek na venkově, kam se i se svojí ženou nastěhoval. V podzámčí zatím umírá na choleru roční Josífek, syn vdovy Karáskové, která potom zemře také. Zbyl po ní však ještě syn Vojta, kterého se ujme rodina krejčího Sýkory. V příběhu je zajímavý kontrast mezi rozmazlovaným zámeckým psíkem Jolim, který si denně dopřává vybrané lahůdky, zatímco chudina mimo zámek umírá hlady. O něco později onemocní i paní Skočdopolová a lékař, který ji léčí, jí zároveň vysvětluje problémy v podzámčí. Ta se po uzdravení výrazně změnila a určila částku, která se měla vydávat na Vojtěchova studia, nechala založit opatrovnu pro malé děti, apod. Poté odjela do Itálie, aby se zcela uzdravila. Z hraběnky se tedy stala dobrá paní a poněkud idealizovaný závěr se tak odlišuje od smutného děje knihy o sociální situaci chudých venkovanů.